# Grundversorgungsgesetz – Bund 2005
Das Grundversorgungsgesetz – Bund 2005, im Langtitel Bundesgesetz, mit dem die Grundversorgung von Asylwerbern im Zulassungsverfahren und bestimmten anderen Fremden geregelt wird, früher Bundesbetreuungsgesetz (Bundesgesetz, mit dem die Bundesbetreuung von Asylwerbern geregelt wird), regelt in Österreich die Unterstützung und Versorgung von Asylsuchenden (Grundversorgung).
Der Bund gewährt mit dem Asylgesetz Asylwerbern in Österreich gemäß § 2 eine Versorgung in einer Betreuungseinrichtung des Bundes. Dies gilt auch für Fremde, deren Asylantrag zurückgewiesen oder abgewiesen wurde, wenn der Beschwerde die aufschiebende Wirkung aberkannt wurde, solange ihr diese nicht wieder zuerkannt wird.
Das Gesetz wurde 1991 erlassen. 
Der ursprüngliche Titel bezog sich darauf, dass es die Zuständigkeiten zwischen Bund und Ländern regelte: „Der Bund übernimmt die Betreuung hilfsbedürftiger Fremder, die einen Antrag nach Asylgesetz gestellt haben (Asylwerber“, § 1 Abs. 1 BBG 1991). Die Bundesbetreuung wurde bis Anfang der 2000er als durchaus kritisch gesehen, insbesondere, weil kein Rechtsanspruch bestand.
Es wurde unter anderem 2004 überarbeitet und trat daraufhin als Grundversorgungsgesetz – Bund am 1. Jänner 2005 neu in Kraft (Fremdenrechtspaket 2005, BGBl. I Nr. 100/2005). 
Basis der Neufassung ist ein Lastenausgleich zwischen Bund und Ländern als Grundversorgungsvereinbarung (Vereinbarung  über gemeinsame Maßnahmen zur vorübergehenden Grundversorgung für hilfs- und schutzbedürftige Fremde, § 1 Abs. 2 GVG-B 2005).
Mit dem Fremdenrechtsänderungsgesetz 2009 (FrÄG 2009, BGBl. I Nr. 122/2009) wurden diverse Verfahrensaspekte neu geregelt.
Zuletzt wurde das Gesetz 2015 aufgrund des Fremdenrechtsänderungsgesetz 2015 – FrÄG 2015 (BGBl. I Nr. 70/2015) geändert, dabei wurde die Bestimmung, nach der Asylwerber nach einem abschlägigen Asylbescheid aus der Grundversorgung fallen können, abgeschwächt: Eine Versorgung hat aus humanitären Gründen bis zur faktischen Abschiebung beziehungsweise Ausreise zu erfolgen.